# 東海の顔役
『東海の顔役』（とうかいのかおやく）は、1935年（昭和10年）2月28日公開の日本映画である。

## 概要
中川信夫の本格的な監督デビュー作。市川右太衛門主演による、若き日の清水次郎長物語である。
前年の1934年に監督昇進試験として手掛けた『弓矢八幡剣』で実力を認められた中川は、自作シナリオ『鉄の昼夜帯』（のちに『悪太郎獅子』に改題）の映画化を当時在籍していた市川右太衛門プロダクション（右太プロ）に申し出ていた。しかし認められず、同社のプロデューサー・柳武史（のち柳川武夫）から映画化するよう提示されたのが、陣出達朗脚本による本作品のシナリオだった。
当時、中川はタイトルマンの鈴木彰一郎、助監督の稲垣朝二とともに奈良市高天町、大阪電気軌道（大軌電車、現在の近畿日本鉄道）の奈良駅（現在の近鉄奈良駅）付近の借家に住んでいたが、あてがわれた陣出のシナリオが気に食わない中川は、親友でのちに映画評論家となる滝沢一を借家に招いて、2人でシナリオを改変した。滝沢の回想によれば、中川はこの頃すでに伊丹万作の影響で「映画の出来栄えは、一にも二にもシナリオの段階で決まる」という信念を持っていたという。中川はシナリオ段階でこの作品を構成段階からまったく作り変えようとしたが、若き日の次郎長の姿をスピード感あふれる演出で見せるように軌道修正するのがやっとだったと滝沢は回想している。中川は後に脚本家・桂千穂を聞き手としたインタビューにおいて、本作品についての感想を聞かれて「それが僕は気に入らないんだな。僕の人生が裏街道へ行く初めだから」と答えている。滝沢は、この頃の不満が中川を酒びたりにしたと語っている。
中川にとっては、大スターの市川右太衛門を演出するのも初の体験であった。市川は演出の抑制がきかないとしばしば歌舞伎調の大芝居をする癖があり、山上伊太郎の脚本を稲葉大三郎（稲葉蛟児）が監督した『敵への道』（1933年）では、そのオーバーアクトが山上の構想とかみ合わず、映画そのものに悪影響を与えてしまったという。その時に助監督として参加していた中川は、本作品において市川の演技を抑制することに専念し、滝沢一の回想によれば、それは見事に成功したという。
滝沢一は、中川信夫作品の特徴であるロング・ショットによる群衆のアクションシーンや長回しによる移動撮影は、この作品にすでにあらわれていると指摘し、中川の演出を「気鋭で、才気があった」と評価している。

## あらすじ
清水港の米問屋の若旦那・次郎長は、家業よりも賭博が好きで、良く出入りしていた賭場の喧嘩に巻き込まれてしまう。その場に居合わせた関八州の大親分・吃安に鼻をへし折られ、巻き添えを食った父親が吃安の子分に蹴られた怪我がもとで死んでしまった次郎長は、吃安への復讐を誓って旅に出る。しかし、多勢に無勢、吃安を見つけた次郎長は、袋叩きにあって追い返される。
集団に力で立ち向かうにはこちらも集団を作らなければ駄目だと思い知った次郎長は、一家を立ち上げる決意を胸に清水に戻り、大政、小政、森の石松といった子分を加えて、数年後には吃安一家に対抗できる次郎長一家の大親分となる。富士川の河原で吃安一家との宿命の対決に勝利した次郎長は、東海の顔役として全国にその名を売り出していくのだった。

## スタッフ
- 企画 : 柳武史
- 監督 : 中川信夫
- 原作・脚本 : 陣出達朗
- 撮影 : 玉井正夫

## 作品データ
- 製作会社 : 市川右太衛門プロダクション
- 上映時間（巻数・尺長） : 108分（9巻・2,237メートル）
- フォーマット : 白黒映画 - スタンダード・サイズ（1.33:1） - サイレント映画（サウンド版）
- 映倫番号 : なし（映倫設立前）
- 公開当時のレイティング指定 : なし（映倫設立前）
- 劇場公開日 :  日本 1935年2月28日
- 封切公開館 : 浅草・帝国館
- 配給 : 松竹キネマ

## キャスト
- 市川右太衛門 - 清水次郎長
- 梅田菊三 - 次郎八
- 白石明子 - お蝶
- 市川右門 - 清一
- 南光明 - 武居吃安
- 旗平八郎 - 黒駒勝蔵
- 頼邦太郎 - 大政
- 武井龍三 - 小政
- 山口勝久 - 森ノ石松
- 伊庭栄之介 - 大瀬半五郎
- 島津寛二郎 - 般若の辰
- 河上君栄 - お和歌
- 有島鏡子 - お志乃
- 天野刃一 - 三室戸寛八
- 高堂国典 - 南部ノ文蔵
- 高松錦之助 - 名取石岩松
- 小島清 - 鉄五郎